# جاك وونغ
جاك وونغ (بالصينية: 黄章) هو رائد أعمال صيني، ولد في 13 فبراير 1976 في ماوزو في الصين.